# 臺北市私立恕德家事商業職業學校
恕德家事商業職業學校是一所位於臺灣臺北市內湖區的私立高職。現已停招。

## 歷史
- 1965年（民國54年）7月5日，「私立西湖商業職業學校」設立，創辦人兼首任校長趙筱梅；初為商業職校，分高級、初級兩部。
- 1966年2月15日，董事長周搏風將軍辭世。10月，附設補習學校。1979年（民國68年），再將補習學校改為夜間部。
- 1968年3月9日，搏風樓落成及介壽綜合運動場啟用剪綵。
- 1968年（民國57年）7月，增設工科，校名改為「私立西湖高級工商職業學校」
- 1980年4月20日，足球隊榮獲臺灣區中等學校運動會足球錦標賽高男組冠軍。
- 1985年11月18日 ，榮獲教育部獎評私立學校辦學成績第一。
- 1997年8月，強恕中學接辦西湖工商。
- 2000年（民國89年），夜間部變更為進修部。
- 2001年11月4日，校名更改為「恕德家事商業職業學校」，敦請趙耀東擔任董事長，資訊科、電子科改為幼兒保育科及應用外語科英語組與日語組。
- 2003年11月，申請停止招生。[2]
- 2004年8月，正式停止招生，學生由強恕中學接收，並計畫以捐贈的方式和康寧護專合併，但因資格不符遭教育部退件[3]。

## 圖片集

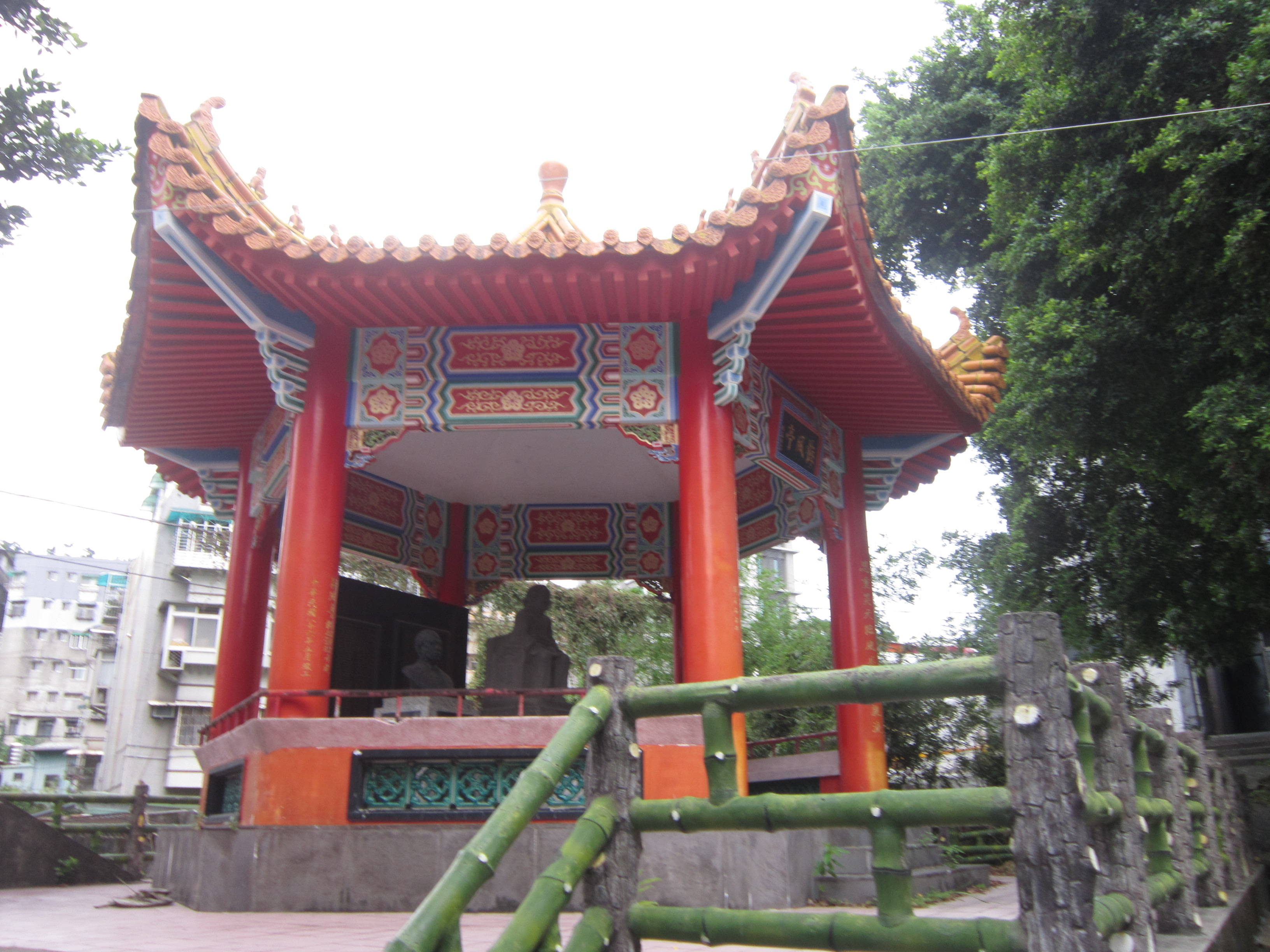
恕德家商梅風亭，記錄趙筱梅事蹟

## 資料來源
1. ↑  中等教育-恕德家事商業職業學校(目前已停招) （页面存档备份，存于）.臺北市內湖區公所.107-03-30
2. ↑  
私校首例恕德家商停招 （页面存档备份，存于）,2003.11.11 台灣蘋果日報
3. ↑  恕德、康寧併校 遭教部退件 （页面存档备份，存于），2004.8.28.中央通訊社 台灣立報